# قائمة ملاك الأندية الإنجليزية
فيما يلي قائمة بأسماء الملاك الحاليين لأندية كرة القدم الإنجليزية بالإضافة إلى قيمة ثرواتهم التقديرية علماً بأن جميع الأرقام المذكورة هي مقدرة بالجنية الإسترليني، إضافةً بأن القائمة تحتوي فقط على من يملكون 10% فأكثر من أسهم النادي.

## الدوري الممتاز
| النادي                                    | المالك\المالكون | إجمالي القيمة المقدرة للملكية | مصدر الثروة                                                                                    |
| ----------------------------------------- | --- | ----------------------------- | ---------------------------------------------------------------------------------------------- |
| نادي أرسنال                               | ستان كرونكي | $12.9B                        | عقار تجاري ل كرونكي للرياضة والترفيه وول مارت                                                  |
| أستون فيلا (أستون فيلا)                   | ناصف ساويرس ويس إدنس | $11.9B                        | استثمار وصناعة مجموعة فورترس للاستثمار                                                         |
| نادي بورنموث                              | وليام ب. فولي | $1.6B                         | فيدلتي ناشيونال فاينانشيالفيغاس غولدن نايتس                                                    |
| نادي برينتفورد                            | ماثيو بينهام | $30M                          | شركات القمار                                                                                   |
| برايتون أند هوف ألبيون                    | توني بلوم (75.61%) | $1.3B                         | المقامرة عبر الإنترنت وممتلكات وتطوير الأراضي والاستثمارات                                     |
| نادي تشيلسي (نادي تشيلسي)                 | مجموعة كليرليك كابيتال (برداد إغبالي وخوسيه فيليسيانو) تود بولي هانزورج ويس مارك والتر                                           | $15.8B                        | اتحاد استثماري لوس أنجلوس دودجرز                                                               |
| كريستال بالاس                             | ستيف باريش (10.74%) جوشوا هاريس (خبير مالي) (18%) ديفيد س. بليتزر (18%) جون تيكستور (40%)                                        | $5.5B                         | استثمارات عالمية                                                                               |
| نادي إيفرتون (نادي إيفرتون)               | فرهاد مشيري (94%) | $2.9B                         | الصلب والطاقة الانتاج السينمائي                                                                |
| نادي فولهام (نادي فولهام)                 | شهيد خان | $7.9B                         | Flex-N-Gate Corp (automobile parts manufacturer) جاكسونفيل جاغوارز آول إليت ريسلينغ            |
| ليدز يونايتد                              | أندريا رادريزاني (56%) 49ers Enterprises – York Family and others (44%)                                                          | $4B                           | Aser Ventures سان فرانسيسكو 49، شركة ديبارتولو تشمل مصادر المستثمرين الأقلية تشاد هيرلي وزابوس |
| ليستر سيتي                                | فيشاي سريفادانابرابها | $1.7B                         | مجموعة كينغ باور العالمية                                                                      |
| نادي ليفربول (نادي ليفربول)               | جون دبليو هينري توم فيرنر | $9.8B                         | مجموعة فينواي الرياضية                                                                         |
| مانشستر سيتي (ملكية مانشستر سيتي وتمويله) | مجموعة أبو ظبي المتحدة للتنمية والاستثمار (81%) (ممتلكات الدولة) شركة سيلفر ليك (18%) تشاينا ميديا كابيتال and مجموعة سيتيك (1%) | $22B                          | ثروة سيادية استثمارات                                                                          |
| مانشستر يونايتد                           | ملكية غليزر لمانشستر يونايتد(%51.75) ملكية السيد جيم راتكليف (INEOS) (%27.7)                                                     | $25B                          | شركة الحلفاء الأولى، تامبا باي بوكانيرز مجموعة INEOS                                           |
| نيوكاسل يونايتد (نيوكاسل يونايتد)         | صندوق الاستثمارات العامة (80%) (ممتلكات الدولة) RB Sports & Media ‏ (10%) أماندا ستافيلي (10%)                                    | $620B                         | ثروة سيادية                                                                                    |
| نوتينغهام فورست                           | إيفانجيلوس ماريناكيس | $620M                         | شركة كابيتال البحرية والتجارية                                                                 |
| نادي ساوثهامبتون                          | Sport Republic (80%) Katharina Liebherr (20%)                                                                                    | $1.3B                         | مجموعة يونايتد ميراث                                                                           |
| توتنهام هوتسبير (توتنهام هوتسبير)         | جو لويس (رائد أعمال) (60%) دانييل لافي (25%)                                                                                     | $5.8B                         | تجارة العملات                                                                                  |
| وست هام يونايتد (وست هام يونايتد)         | ديفيد سوليفان دانييل كريتينسكي                                                                                                   | $7.3B                         | ديلي سبورت، صانداي سبورت EPH                                                                   |
| وولفرهامبتون واندررز                      | قوه قوانغتشانغ ليانغ جينجون Wang Qunbin                                                                                          | $6.9B                         | فوسون إنترناشيونال                                                                             |

## دوري الدرجة الأولى
| النادي                 | المالكون | الثروة المقدرة                |
| ---------------------- | --- | ----------------------------- |
| بارنسلي                | باتريك كراين                                                                                                   | 32 مليون                      |
| برمنغهام سيتي          | كارسون يونغ (25,43%) لوي كسينغشنغ (11,27%)                                                                     | غير معروف                     |
| بلاكبيرن روفرز         | بلاجي و فينكاتشاوارا (99,9%)                                                                                   | 500 مليون                     |
| بلاكبول                | أوين أوستن (80%) فاليري بلوكون (20%)                                                                           | 80 مليون 150 مليون            |
| بولتون واندررز         | إدي دايفز | 40 مليون                      |
| برايتون أند هوف ألبيون | توني بلوم (75,61%)                                                                                             | 50 مليون                      |
| تشارلتون أثليتيك       | توني خيمنيز (47,6%) من (90%) من الشركة القابضة مايكل سلاتر (23%) من (90%) من الشركة القابضة ريتشارد موري (10%) | غير معروف                     |
| كريستال بالاس          | ستيف باريش مارتن لونغ ستيفان بورويت جيرمي هوسكنغ                                                               | غير معروف غير معروف 193 مليون |
| بريستول سيتي           | ستيفان لانسداون                                                                                                | 557 مليون                     |
| بيرنلي                 | باري كيلبي | غير معروف                     |
| كارديف سيتي            | فينسنت تان (36,1%) مايكل إسحاق (11%)                                                                           | 757 مليون غير معروف           |
| ديربي كاونتي           | أندرو أبلابي بيل لوبي جيف ماليت توم ريكتس بريت وولسون                                                          | غير معروف                     |
| هدرسفيلد تاون          | دين هولي | 154 مليون                     |
| هال سيتي               | عاصم علام | 287 مليون                     |
| إيبسويتش تاون          | ماركوس إيفان                                                                                                   | 625 مليون                     |
| ليدز يونايتد           | بيت التمويل الخليجي                                                                                            | غير معروف                     |
| ليستر سيتي             | فيشاي ركسرياكسون                                                                                               | 132 مليون                     |
| ميدلزبره               | ستيف جوبسون | 135 مليون                     |
| ميلوال                 | جون بريلسون | 135 مليون                     |
| نوتينغهام فورست        | عائلة الحساوي الكويتية                                                                                         | غير معروف                     |
| بيتربوره يونايتد       | ماك أنتوني | غير معروف                     |
| شيفيلد وينزداي         | ميلان مانداريتش                                                                                                | غير معروف                     |
| واتفورد                | جامباولو بوتزو                                                                                                 | غير معروف                     |
| وولفرهامبتون واندررز   | ستيف مورغان | 390 مليون                     |